# Screwball (groupe)
Pour les articles homonymes, voir Screwball.
Screwball est un groupe de hip-hop américain, originaire de Queensbridge, dans l'État de New York. Ils publient leur premier album Y2K: The Album en 2000 au label Tommy Boy Records. Leur second album Loyalty suit en 2001 au label Landspeed Records, suivi de Screwed Up, une compilation composée d'anciennes et nouvelles chansons en 2004 au label Hydra Entertainment. KL succombe en 2008 à une crise d'asthme.

## Biographie
Le groupe est formé au début des années 1990 à Queensbridge par les quatre rappeurs Poet, Solo, KL, et Hostyle. Avant ça, chacun des membres du groupe enregistrait et se produisait déjà, individuellement ou collectivement, pendant les années 1980. En 1993, sort le premier single, Set It de Screwball, produit par Poet. Jusqu'à la sortie du premier album studio, Y2K: The Album, le 19 octobre 1999, qui atteint la 10e place des Heatseekers et la 50e place des R&B Albums, Screwball fait de nombreux featurings sur des productions underground et indépendantes. L'album contient deux singles ; H-O-S-T-Y-L-E et F.A.Y.B.A.N.  (acronyme pour  Fuck All You Bitch Ass Niggas). L'album est produit par Mike Heron aux côtés de Pete Rock, Godfather Don, Marley Marl et DJ Premier.  
Le deuxième opus du groupe, Loyalty, est publié le 26 juin 2001. L'album atteint la 185e place du Billboard 200. Le single Torture atteint lui aussi les classements américains. Une compilation, Screwed Up, comprenant des reprises et des remixes de certains de ses titres, ainsi que des morceaux inédits, est publiée en 2004. Depuis, KL succombe à une crise d'asthme en 2008 ; les autres membres poursuivent une carrière solo.

## Discographie

### Albums studio
- 2000 : Y2K: The Album
- 2001 : Loyalty

### Compilations
- 2004 : Screwed Up
- 2007 : Classics